# Siniša Glavašević
Siniša Glavašević (Vukovar, 4 novembre 1960 – Ovčara, 20 novembre 1991) è stato un giornalista croato, ucciso dalle forze paramilitari serbe in seguito alla battaglia di Vukovar.

## Primi anni
Siniša Glavašević, originario di Vukovar, si è laureato in letteratura comparata presso l'Università di Sarajevo, dove ha ottenuto l'abilitazione alla professione di bibliotecario. Durante la guerra d'indipendenza croata, è stato direttore dell'emittente radiofonica croata Radio Vukovar.

## La guerra
Durante la battaglia di Vukovar, Glavašević aveva continuato a trasmettere sulla radio croata direttamente dalla città sotto assedio. Era noto per le storie che era solito raccontare ai suoi ascoltatori, colme di valori umani fondamentali. Il 16 ottobre 1991, su Radio Vukovar, Glavašević ha trasmesso il seguente messaggio:
(Siniša Glavašević, Radio Vukovar, 16 ottobre 1991)
Il 18 novembre 1991, durante la definitiva caduta della città, Glavašević ha trasmesso il suo ultimo messaggio radiofonico:
(Siniša Glavašević, Radio Vukovar, 18 novembre 1991)

## Morte

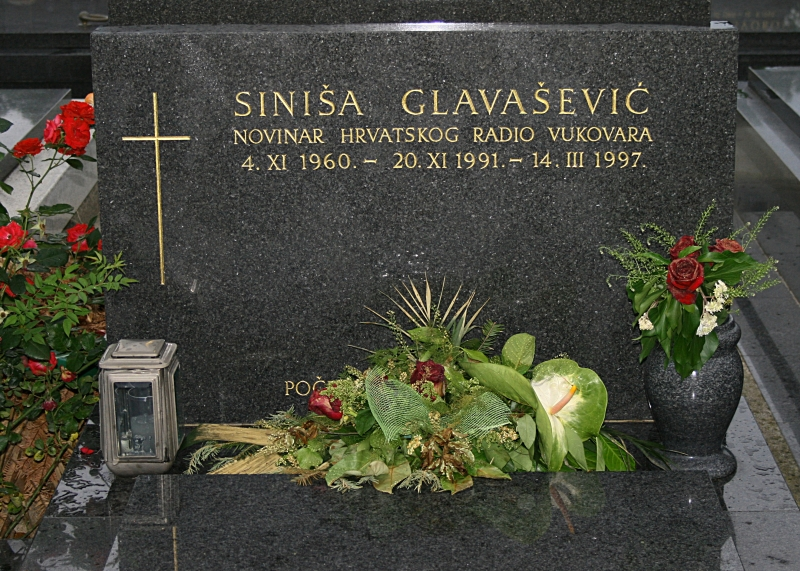
Lapide di Siniša Glavašević nel cimitero Mirogoj, a Zagabria

Glavašević è scomparso poco dopo la sua ultima corrispondenza. Il 19 novembre, dopo la caduta della città, è stato portato fuori dall'ospedale di Vukovar insieme ad altre centinaia di persone dai soldati serbi e trasportato in una fattoria nei pressi del villaggio di Ovčara (circa 11 km lontano da Vukovar). Lì Glavašević è stato pestato e torturato, finché i soldati non lo hanno portato insieme agli altri prigionieri in un campo vicino a Ovčara e ucciso, gettandolo poi in una fossa comune. Il suo corpo è stato recuperato solo nel 1997, e l'11 marzo dello stesso anno si è tenuto il funerale nella città di Zagabria.

## Eredità
Nel 1992, l'organizzazione non governativa croata Matica hrvatska ha pubblicato Stories from Vukovar (in croato Priče iz Vukovara, "storie di Vukovar"), una raccolta di racconti che Siniša Glavašević narrava ai suoi ascoltatori via radio, tradotti in lingua inglese nel 2011. Nella città di Vukovar sono poi state intitolate a Glavašević una strada e una scuola elementare.